# Кельц, Иоганн Фридрих
Иоганн Фридрих Кельц (нем. Johann Friedrich Kelz; 11 апреля 1786 — 1862) — немецкий виолончелист.
В 1801—1805 гг. играл в придворном оркестре принца Фридриха Августа Брауншвейг-Вольфенбюттельского, капельмейстером которого был его дядя по матери Адольф Фридрих Метке. В 1805 г., после смерти принца, вернулся в Берлин и совершенствовался как исполнитель под руководством Жана-Пьера Дюпора, а также изучал композицию у Карла Цельтера.
В 1811—1857 гг. виолончелист Берлинской придворной капеллы и Берлинской придворной оперы. Играл также в струнном квартете Карла Мёзера. В 1813 г. выступил солистом в концерте Карла Филиппа Эммануэля Баха си бемоль мажор Wq 171, возвращённом в репертуар Цельтером. Был также заметным музыкальным педагогом. Написал около 300 произведений, преимущественно салонные инструментальные пьесы, но также и ряд камерных ансамблей (в том числе Большое трио Op.128, посвящённое Гаспаре Спонтини), хоровые произведения, песни.
Кавалер Ордена Красного орла 4-го класса (1854).